# Kent County, Texas
Kent County är ett administrativt område i delstaten Texas, USA, med 808 invånare (2010). Den administrativa huvudorten (county seat) är Jayton. 

## Geografi
Enligt United States Census Bureau har countyt en total area på 2 339 km². 2 336 km² av den arean är land och 3 km² är vatten.

### Angränsande countyn
- Dickens County - norr
- Stonewall County - öster
- Fisher County - sydost
- Scurry County - söder
- Garza County - väster